# Presidente do Equador
O Presidente da República do Equador é o mais alto cargo do poder executivo do Equador, exercendo as funções de chefe de Estado e de governo, além, de comandante-em-chefe das Forças Armadas do Equador. O atual presidente é Daniel Noboa, que venceu as eleições de 2023. O cargo de presidente do Equador foi criado em 1830, sendo Juan José Flores o primeiro ocupante do cargo.

## Processo de elegibilidade
O Presidente equatoriano é eleito com mais de cinquenta por cento dos votos expressos pelos eleitores, por sufrágio universal. O processo de elegibilidade do Presidente (também aplicado ao vice-presidente) é regido pelos artigos 142 e 143 da Constituição Equatoriana de 2008:
- Possuir exclusivamente cidadania equatoriana nata;
- Possuir idade mínima de 35 anos na data da inscrição de sua candidatura;
- Estar no gozo dos direitos políticos e não estar sujeito a qualquer uma das incapacidades ou proibições estabelecidas na Constituição.

Os candidatos a Presidente e Vice-Presidente serão eleitos conjuntamente por chapa. Será declarada vencedora, a chapa que possuir a maioria absoluta de votos válidos. Caso nenhuma chapa atinja a quantidade mínima de votos (40% dos votos e uma diferença maior que dez pontos percentuais em relação a chapa que ficou em segundo lugar), será realizado um segundo turno (dentro dos próximos 45 dias após o primeiro turno). No segundo turno concorrerão apenas as duas chapas mais votadas no primeiro turno.

## Deveres e atribuições
Os deveres e atribuições do Presidente são determinados pelo artigo 147 da Constituição, os principais deveres são:
- Cumprir e fazer cumprir a Constituição, as leis, os tratados internacionais e outras normas jurídicas no âmbito de sua competência;
- Dirigir a administração pública de forma descentralizada e expedir os decretos necessários à sua integração, organização, regulação e controle;
- Criar, modificar e eliminar os ministérios, entidades e instâncias de coordenação;
- Nomear e destituir os ministros de Estado e demais funcionários públicos a que corresponda a nomeação;
- Definir política externa, assinar e ratificar tratados internacionais, nomear e destituir embaixadores e chefes de missão;
- Sancionar os projetos de lei aprovados pela Assembleia Nacional;
- Convocar consulta popular nos casos estabelecidos na Constituição;
- Convocar a Assembleia Nacional para sessões extraordinárias;
- Exercer o papel de Comandante em chefe das Forças Armadas e da Polícia Nacional e designar os membros do alto comando militar e policial;
- Assegurar a manutenção da soberania, a independência do Estado, a ordem interna e a segurança pública, e exercer a direção política da defesa nacional;
- Perdoar, reduzir ou comutar penas, nos termos da lei.

## Vice-Presidência

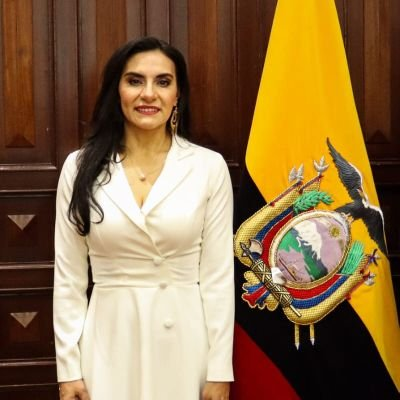
Verónica Abad, atual Vice-Presidenta do Equador.

Assim como a maioria dos países sul-americanos, o Equador possui um Vice-Presidente da República, eleito em conjunto com o Presidente da República, em forma de chapa. De acordo com o artigo 149 da Constituição, quem exercer a Vice-Presidência deverá cumprir os mesmos requisitos e estará sujeito as mesmas inibições e proibições estabelecidas para o Presidente e desempenhará suas funções por igual período. O Vice-Presidente da República, quando não substituir o Presidente, exercerá as funções atribuídas por este.
O artigo 150 da Constituição determina os casos em que o Vice-Presidente deverá assumir a Presidência:
- Motivos de saúde do titular ou motivo de força maior que o impeça de exercer a função por um período máximo de três meses;
- Licença do titular, concedida pela Assembleia Nacional;
- Ausência definitiva do titular (devendo cumprir o restante do mandato do titular que se ausentou).

Caso ocorra uma vacância temporária (em caso de licença, motivos de saúde ou o titular esteja ocupando interinamente a Presidência) do cargo de Vice-Presidente, a substituição corresponderá ao ministro de Estado designado pela Presidência. Em caso de ausência definitiva do Vice-Presidente, a Assembleia Nacional, com o voto favorável da maioria dos seus membros, elegerá a sua substituição em lista restrita apresentada pela Presidência da República. O eleito exercerá suas funções pelo tempo que faltar para a conclusão do mandato em curso. Se a Assembleia Nacional não se pronunciar no prazo de trinta dias após a notificação da petição, considera-se eleito o primeiro titular da lista apresentada pela Presidência.
Em caso de ausência simultânea e definitiva da Presidência e da Vice-Presidência da República, o Presidente da Assembleia Nacional assumirá provisoriamente a Presidência e o Conselho Nacional Eleitoral convocará uma eleição para os referidos cargos. Os eleitos exercerão suas funções até o final do mandato em curso. Caso a vacância ocorra nos últimos doze meses do mandato em curso, o Presidente da Assembleia Nacional assumirá a Presidência da República pelo resto do período.

## Presidentes do Equador
Os Presidentes da República do Equador, após a Constituição de 2008:

Rafael Correa 2007-2017
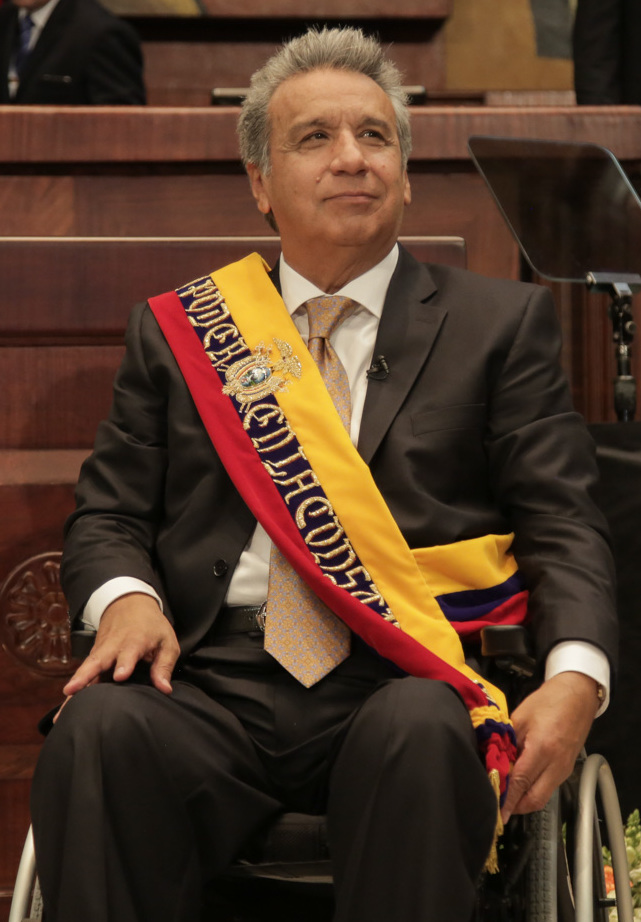
Lenín Moreno 2017-2021
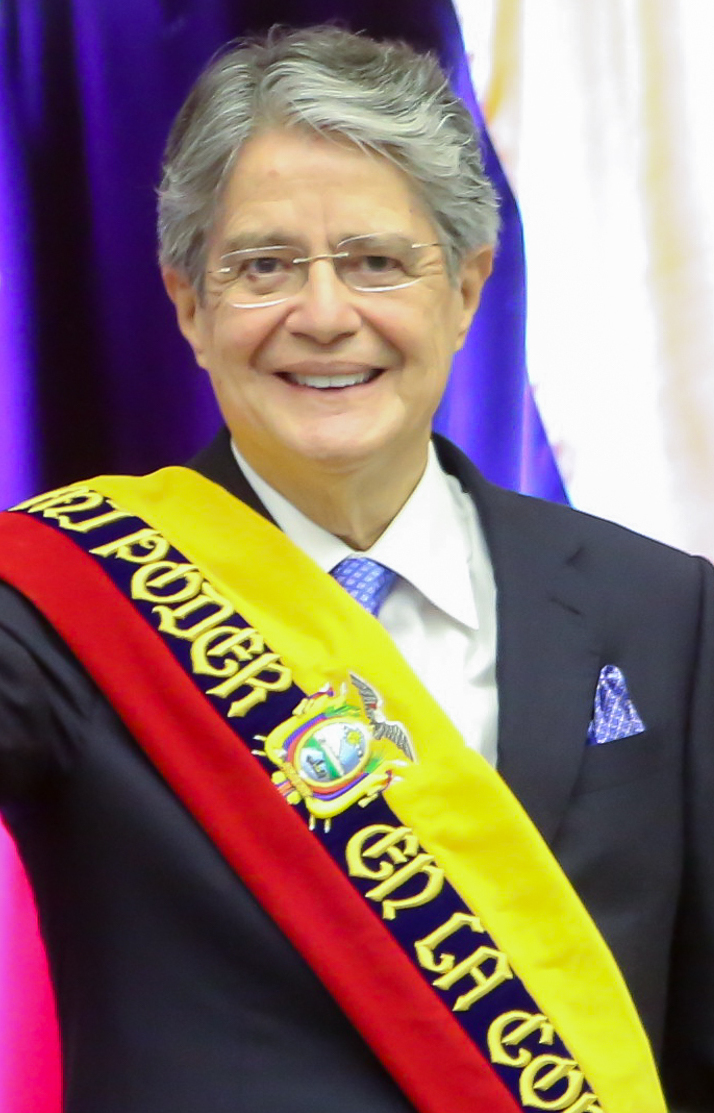
Guillermo Lasso 2021-2023
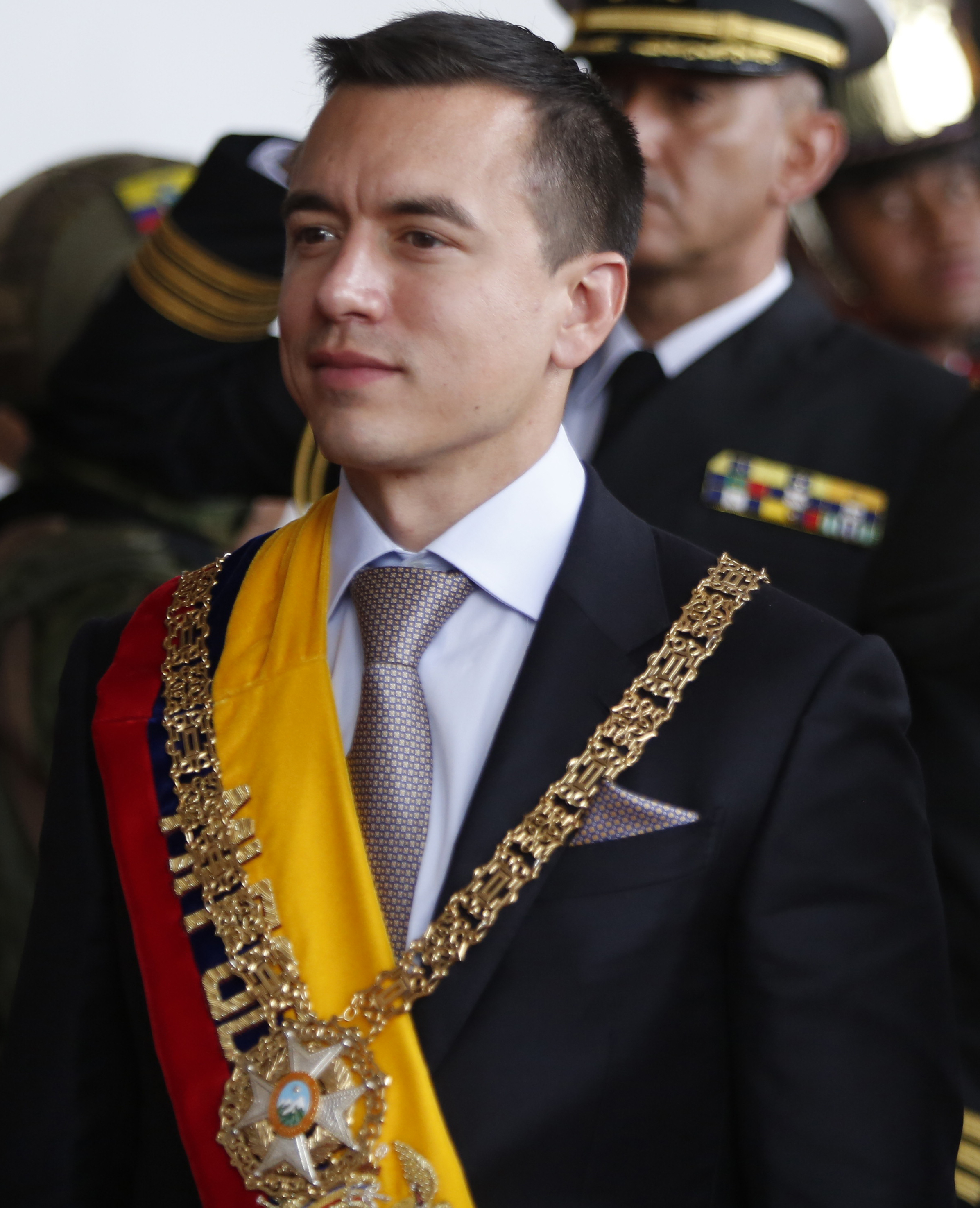
Daniel Noboa 2023-presente